# Hoa nở nhớ trăng
Hoa nở nhớ trăng (tiếng Anh: Moonshine, tiếng Hàn: 꽃 피면 달 생각하고; Romaja: Kkot Pimyeon Dal Saenggakago; dịch nghĩa đen: "Nghĩ về mặt trăng khi hoa nở") là một bộ phim truyền hình Hàn Quốc, các diễn viên chính bao gồm Yoo Seung-ho, Lee Hye-ri, Byeon Woo-seok và Kang Mi-na. Phim khởi chiếu vào ngày 20 tháng 12 năm 2021 trên kênh KBS2.

## Tóm tắt
Bộ phim nói về tình yêu và khát vọng của con người trong thời kì nghiêm ngặt nhất triều Joseon.

## Diễn viên

### Diễn viên chính
- Yoo Seung-ho vai Nam Young: Một thanh tra nhiệt tình và tốt bụng của, người rời quê hương của mình để đạt được danh tiếng ở Hanyang và khôi phục danh dự của gia đình mình.[8][9]
- Lee Hye-ri vai Kang Ro-seo: Con gái của một gia đình nghèo, người trụ cột của gia đình. Cô chăm chỉ và làm đủ mọi nghề để kiếm tiền. Cô bí mật nấu rượu để trả nợ.[8][9]
- Byeon Woo-seok vai Lee Pyo: Thái tử nổi loạn thường lẻn ra khỏi cung để uống rượu kể cả trong thời gian bị cấm, gây phiền toái cho vương quốc.[10][11]
- Kang Mi-na vai Han Ae-jin: Là con gái duy nhất của một gia đình quyền quý, tính tình cứng đầu. Cô ấy rõ ràng về những điều mình không thích và tuyệt đối phải làm những gì mình muốn.[10][11]
- Choi Wonyoung vai Lee  Si Heum: Chú của Lee Pyo, một người đầy tham vọng và bí ẩn.[12]
- Jang Gwan trong vai Yeon Jo-mun, một người đàn ông quyền lực, người trực tiếp đưa nhà vua lên ngai vàng.[12]

### Diễn viên phụ
- Jang Gwang vai Yeon Jo-mun[13]
- Choi Won-young vai Lee Si-heum[13]
- Park Ah-in vai Woon Shim[13]
- Moon Yoo-kang vai Shim Heon, một kẻ buôn lậu, điều hành tổ chức rượu lậu lớn nhất ở Hanyang[14]
- Im Won-hee vai Hwang Ga[13]
- Kim Ki-bang vai Chun Gae[15]
- Ahn Si-ha vai mẹ của Lee Pyo[16]
- Byun Seo-yoon vai cháu gái của Yeon Jo-mun[16]
- Jung Sung-il vai Lee Kang[17]
- Kim Ji-ah vai Ok-ran[18]
- Seo Ye-hwa vai Seo Hye-min[19]
- Kim Jae-rok vai Yeon Gi-bong[20]
- Jung Young-joo[21]
- Bae Yu-ram vai Kang Hae-soo[22]

### Xuất hiện đặc biệt
- Park Eun-seok vai Seong-hyeon, anh trai cũng cha khác mẹ của Lee Pyo[23]
- Hwang Bo-ra vai người phụ nữ thu hút sự chú ý của Hwang-ga[23]

## Sản xuất
Bộ phim được quay từ tháng 5 năm 2021.

## Lượng người xem
| Mùa | Mùa | Số tập | Số tập | Số tập | Số tập | Số tập | Số tập | Số tập | Số tập | Số tập | Số tập | Số tập | Số tập | Số tập | Số tập | Số tập | Số tập | Trung bình |
| Mùa | Mùa | 1      | 2      | 3      | 4      | 5      | 6      | 7      | 8      | 9      | 10     | 11     | 12     | 13     | 14     | 15     | 16     | Trung bình |
| --- | --- | ------ | ------ | ------ | ------ | ------ | ------ | ------ | ------ | ------ | ------ | ------ | ------ | ------ | ------ | ------ | ------ | ---------- |
|     | 1   | 1262   | 1263   | TBD    | TBD    | TBD    | TBD    | TBD    | TBD    | TBD    | TBD    | TBD    | TBD    | TBD    | TBD    | TBD    | TBD    | TBD        |

| Tập. | Ngày phát sóng            | Tỷ lệ khán giả trung bình | Tỷ lệ khán giả trung bình | Tỷ lệ khán giả trung bình |
| Tập. | Ngày phát sóng            | Nielsen Korea             | Nielsen Korea             | TNmS                      |
| Tập. | Ngày phát sóng            | Toàn quốc                 | Seoul                     | Toàn quốc                 |
| --- | ------------------------- | ------------------------- | ------------------------- | ------------------------- |
| 1 | Ngày 20 tháng 12 năm 2021 | 7.5% (10th)               | 6.9% (10th)               |                           |
| 2 | Ngày 21 tháng 12 năm 2021 | 7.2% (9th)                | 6.7% (10th)               |                           |
| 3 | Ngày 27 tháng 12 năm 2021 |                           |                           |                           |
| 4 | Ngày 28 tháng 12 năm 2021 |                           |                           |                           |
| 5 | Ngày 03 tháng 01 năm 2022 |                           |                           |                           |
| 6 | Ngày 04 tháng 01 năm 2022 |                           |                           |                           |
| 7 | Ngày 10 tháng 01 năm 2022 |                           |                           |                           |
| 8 | Ngày 11 tháng 01 năm 2022 |                           |                           |                           |
| 9 | Ngày 17 tháng 01 năm 2022 |                           |                           |                           |
| 10 | Ngày 18 tháng 01 năm 2022 |                           |                           |                           |
| 11 | Ngày 24 tháng 01 năm 2022 |                           |                           |                           |
| 12 | Ngày 25 tháng 01 năm 2022 |                           |                           |                           |
| 13 | Ngày 31 tháng 01 năm 2022 |                           |                           |                           |
| 14 | Ngày 01 tháng 02 năm 2022 |                           |                           |                           |
| 15 | Ngày 07 tháng 02 năm 2022 |                           |                           |                           |
| 16 | Ngày 08 tháng 02 năm 2022 |                           |                           |                           |
| Trung bình                                                                                                  | Trung bình                | —                         | —                         | —                         |
| - Trong bảng trên, các số màu xanh thể hiện xếp hạng thấp nhất và các số màu đỏ thể hiện xếp hạng cao nhất. |                           |                           |                           |                           |